# 正行寺 (葛飾区)
正行寺（しょうぎょうじ）は、東京都葛飾区にある浄土真宗本願寺派の寺院。

## 歴史
江戸時代初期、日照によって開山された。元々は三河国（現・愛知県）に位置していたが、その後に浅草元鳥越に移転し、1645年（正保2年）に再度、浅草新堀新寺町に移転した。
1855年（安政2年）の大地震や1923年（大正12年）の関東大震災で焼失の被害に遭っている。1928年（昭和3年）に墓地のみを現在地に移転した。1945年（昭和20年）の空襲で再度焼失したので、1948年（昭和23年）に寺本体も現在地に移転した。

## 交通アクセス
- お花茶屋駅より徒歩10分（経路案内）。